# Parliament
I Parliament sono stati un gruppo musicale statunitense, considerati fra le formazioni più innovative del funk e fra i massimi ispiratori dell'hip hop. Essi vengono considerati, assieme ai Funkadelic (che erano in realtà composti dagli stessi musicisti), la principale formazione P-Funk, stile contaminato da James Brown, Sly Stone, dal sound della Tamla Motown e al rock degli MC5 e degli Stooges.

## Storia
Originariamente conosciuti come Parliaments, un gruppo doo-wop degli anni sessanta fondato da George Clinton, i Parliament esordirono con l'album Osmium del 1970, segnato dal caratteristico sound del produttore Bernie Worrell e da cui fu estratto il singolo Breakdown, che raggiunse il trentesimo posto delle classifiche. Nel 1972 entrò nell'organico il bassista Bootsy Collins, che aveva già collaborato con i J.B.'s di James Brown. I Parliament pubblicarono i primi dischi di successo a partire dalla metà degli anni settanta fra cui i singoli Up for the Down Stroke (1974) e Chocolate City, giunti rispettivamente al decimo e al ventiquattresimo posto della classifica R&B. Il seguente Mothership Connection (1975) è considerato uno dei capolavori del gruppo e contiene svariati brani considerati classici del genere funk fra cui la title track, P. Funk (Wants to Get Funked Up) e Tear the Roof off the Sucker (Give Up the Funk). L'album Funkentelechy Vs. the Placebo Syndrome (1977) fu il primo album del collettivo a raggiungere il primo posto in classifica. Poco più tardi, nel 1978, la band riuscì nuovamente raggiungere il primo posto delle classifiche R&B con i singoli Flash Light e Aqua Boogie (A Psychoalphadiscobetabioaquadoloop). La band è inoltre celebre per i concerti esuberanti e colmi di riferimenti all'afrofuturismo come quelli che tenne durante il P-Funk Earth Tour. Alcuni brani registrati in occasione di questi concerti sono documentati su Live: P-Funk Earth Tour (1977). Il gruppo si sciolse nel 1980 dopo la pubblicazione dell'album Trombipulation.
Nel 2018, i Parliament pubblicarono, durante una reunion temporanea, l'album Medicaid Fraud Dogg, uscito solamente in formato digitale.

## Formazione
- George Clinton
- Ray Davis
- Fuzzy Haskins
- Calvin Simon
- Grady Thomas
- Billy Bass Nelson
- Eddie Hazel
- Tawl Ross
- Tiki Fulwood
- Mickey Atkins
- Bernie Worrell
- Bootsy Collins
- Cordell Mosson
- Skeet Curtis
- Garry Shider
- Prakash John
- Tyrone Lampkin
- Glenn Goins
- Michael Hampton
- Michael Clip Payne
- Debbie Wright
- Muddbone Cooper
- Jerome Brailey
- Fred Wesley
- Maceo Parker
- Michael Brecker
- Randy Brecker
- Rick Gardner
- Renny Jones
- Jeanette Washington
- Mallia Franklin
- Dawn Silva
- Lynn Mabry
- Ron Ford
- Shirley Hayden
- Greg Thomas
- Larry Heckstall
- Junie Morrison
- P-Nut Johnson
- Ruth Copeland

## Discografia
- 1970 – Osmium
- 1974 – Up for the Down Stroke
- 1975 – Chocolate City
- 1975 – Mothership Connection
- 1976 – The Clones of Dr. Funkenstein
- 1977 – Funkentelechy Vs. the Placebo Syndrome
- 1978 – Motor Booty Affair
- 1979 – Gloryhallastoopid
- 1980 – Trombipulation
- 2018 – Medicaid Fraud Dogg